# Храм и гробница на Конфуций и имение на семейство Кун в Цюфу
Храм и гробница на Конфуций и имение на семейство Кун в Цюфу (на китайски: 曲阜孔庙、孔林和孔府) е обект на Световното наследство на ЮНЕСКО в Китай.
Разположен е в град Цюфу в източната провинция Шандун. Включва 3 комплексни културни паметника, свързани с древния философ китайски Конфуций:
- Храм на Конфуций – религиозен комплекс от над 100 сгради, основан в началото на V век пр. Хр.;
- Гробище на Конфуций – с гробницата на философа и над 100 хиляди негови потомци;
- Имение на семейство Кун – комплекс от 152 сгради[1].